# Civilization VI: Gathering Storm
Civilization VI: Gathering Storm – drugi oficjalny dodatek do gry komputerowej Civilization VI, którego premiera miała miejsce 14 lutego 2019 r. Gathering Storm przyniósł kolejne zmiany w rozgrywce, a także nowe cywilizacje, przywódców i cuda świata.

## Rozgrywka
Dodatek przynosi zmiany, związane z wpływem środowiska naturalnego i działalności człowieka na przebieg gry.

### Zasoby eksploatacyjne
Działanie zasobów strategicznych, niezbędnych do tworzenia lepszych jednostek i realizacji projektów cywilizacji, zostało zmienione. W Gathering Storm zostały podzielone na dwie kategorie:
- paliwa (węgiel, ropa, uran) i
- materiały (konie, żelazo, saletra, aluminium).

Zasoby są wykorzystywane zarówno do tworzenia jednostek, jak i ich utrzymania. Zasoby paliwowe zapewniają także energię miastom, przyspieszając realizację ich projektów.

### Energia
Gdy gra wchodzi w epokę przemysłową, budynki w miastach wymagają energii dla funkcjonowania na pełnych obrotach. Źródłem energii są paliwa, zapewniające działanie elektrowni (węglowej, naftowej lub atomowej), budowanych w nowej dzielnicy - przemysłowej. Elektrownie te wydzielają do atmosfery dwutlenek węgla, co powoduje zmiany klimatyczne (między innymi topnienie lodowców i związane z tym podnoszenie się poziomu morza).
W późniejszej części gry możliwe jest korzystanie z ekologicznych źródeł energii (wiatrowej, geotermalnej, słonecznej), które powodują zmniejszone wydzielanie dwutlenku węgla.

### Wpływ środowiska
Rozgrywka w Gathering Storm została wzbogacona o następujące zjawiska i twory geologiczne:
- wulkany (ich erupcje niszczą obiekty - z wyjątkiem cudów świata - lub jednostki w pobliżu, ale jednocześnie mogą zwiększyć produkcję żywności lub produkcję),
- szczeliny geotermalne (dają premię do budowy dzielnic naukowych, a w późniejszych epokach umożliwiają korzystanie z energii geotermalnej),
- powodzie (niszczą obiekty - z wyjątkiem cudów świata - lub jednostki w pobliżu rzeki, ale jednocześnie mogą zwiększyć produkcję żywności lub produkcję),
- burze piaskowe, śnieżne, huragany lub tornada (niszczą obiekty - z wyjątkiem cudów świata - lub jednostki na swojej drodze, ale jednocześnie mogą zwiększyć produkcję żywności lub produkcję),
- susze (zmniejszają produkcję żywności lub niszczą ulepszenia na obszarze nimi dotkniętymi).

W późniejszej części gry, gdy do atmosfery uwalniany jest dwutlenek węgla (w związku z działalnością elektrowni i wykorzystaniem paliw), dochodzi także do zwiększenia gwałtowności burz, powodzi i susz, a także topnienia lodowców i podnoszenia się poziomu morza, skutkującego zalewaniem przybrzeżnych pól.

### Globalna temperatura
Wykorzystanie paliw dla utrzymania jednostek i zasilania elektrowni powoduje uwalnianie do atmosfery dwutlenku węgla i podnoszenie się globalnej temperatury. Gra oferuje możliwość śledzenia wzrostu temperatury i sprawdzania, która cywilizacja w jakim stopniu jest odpowiedzialna za emisję dwutlenku węgla. Późniejsza faza gry oferuje możliwość realizacji projektów wpływających na poprawę stanu rzeczy:
- likwidacja elektrowni węglowych, naftowych lub atomowych,
- budowa elektrowni geotermalnych, wiatrowych lub słonecznych,
- sekwestracja dwutlenku węgla[4].

### Urazy
Działania gracza, skierowane przeciwko innym cywilizacjom lub uznawane przez nie za wrogie, powodują generowanie uraz dyplomatycznych. Podobnie gracz automatycznie żywi urazy wobec innych cywilizacji, które podejmują niekorzystne dla niego działania.
Źródłem uraz może być działanie niezgodne z agendą przywódcy danej cywilizacji, przejmowanie miast-państw, przejmowanie miast innych cywilizacji lub pozostawanie przez gracza w sojuszu z określoną cywilizacją.
Urazy mają wpływ na pozycję dyplomatyczną gracza; cywilizacje żywiące wobec niego urazy rzadziej działają na jego korzyść.

### Kongres Światowy
Kongres Światowy pełni rolę podobnej jak w Civilization V: Nowy wspaniały świat.
Staje się dostępny po wejściu wszystkich cywilizacji w epokę średniowiecza. Jest zwoływany co 30 tur; w trakcie obrad pod głosowanie poddawane są decyzje, mające wpływ na wszystkich graczy. Decyzje mogą dotyczyć zwiększenia siły bojowej określonych jednostek, zwiększenia korzyści związanych z posiadaniem konkretnych zasobów luksusowych, zwiększenia lub zmniejszenia uraz żywionych wobec konkretnej cywilizacji itd. Cywilizacje głosują z wykorzystaniem względów dyplomatycznych (punktów przyznawanych w związku z posiadanym przez gracza ustrojem, stosunkami z państwami-miastami itd.). Przegłosowane decyzje określa się mianem rezolucji i obowiązują one przez najbliższe 30 tur.
Możliwe jest także zwołanie nadzwyczajnej sesji Kongresu w razie wystąpienia szczególnego zdarzenia (np. podboju stolicy jednej cywilizacji przez inną cywilizację lub gdy cywilizacja dozna szkód w związku z katastrofą naturalną).
Kongres ma możliwość ogłaszania punktowanych rywalizacji - działań korzystnych dla wszystkich cywilizacji. Mogą to być igrzyska sportowe, budowa międzynarodowej stacji kosmicznej lub porozumienie klimatyczne. Cywilizacje w największym stopniu włączające się w te projekty otrzymują z tego tytułu określone korzyści.

### Zwycięstwo dyplomatyczne
Gathering Storm wprowadził nowy - obok już istniejących zwycięstw przez dominację, kulturowych, naukowych, religijnych lub punktowych - rodzaj zwycięstwa, którym może zakończyć się gra.
Zwycięstwo dyplomatyczne ma miejsce, gdy gracz jako pierwszy zgromadzi 20 punktów dyplomatycznych. Punkty dyplomatyczne są przyznawane przez Kongres Światowy, ale mogą być także zdobywane dzięki wygranym w niektórych punktowanych rywalizacjach lub przez budowę określonych cudów świata.

## Cywilizacje i przywódcy
Gathering Storm zwiększył listę dostępnych przywódców i cywilizacji o następujące:
- Dydona (Fenicja)[8],
- Eleonora Akwitańska (jako nowy przywódca Anglii lub Francji)[8],
- Maciej Korwin (Węgry)[8],
- Krystyna (Szwecja)[8],
- Kupe (Maorysi)[8],
- Wilfrid Laurier (Kanada)[8],
- Mansa Musa (Mali)[8],
- Pachacuti (Inkowie)[8],
- Sulejman (Osmanowie)[8].

## Cuda świata
Dodatek zwiększył liczbę cudów świata, które można wybudować w toku gry, o następujące:
- most Golden Gate[9],
- Wielka Łaźnia[9],
- Machu Picchu[9],
- świątynia Minakszi[9],
- Országház[9],
- kanał panamski[9],
- uniwersytet Sankore[9].

## Odbiór dodatku
Dodatek został przyjęty pozytywnie. Na portalu IGN otrzymał 8,5/10, a na Gry-Online 7,6/10. W serwisie Metacritic Rise and Fall posiada ocenę 80% na podstawie 36 recenzji.